# شون برادي (مقاتل)
شون توماس برادي (بالإنجليزية: Sean Thomas Brady؛ مواليد 23 نوفمبر 1992) هو مقاتل فنون قتالية مختلطة أمريكي يُنافس في وزن الوسط من يو إف سي. اعتبارًا من 13 مايو 2025، يحتل المركز الثاني في تصنيفات يو إف سي لوزن الوسط.

## الخلفية
وُلد برادي ونشأ في بورهولمي بفيلادلفيا. أثناء الدراسة في مدرسة سوينسون للفنون والتكنولوجيا الثانوية ليصبح ميكانيكي سيارات. بدأ برادي بالتدريب في موياي تاي، ثم اختار الجيو جيتسو البرازيلية.

## مسيرته في فنون القتال المختلطة

### يو إف سي
في أول ظهور له في يو إف سي، واجه برادي كورت ماكجي في 18 أكتوبر 2019، في حدث يو إف سي على إي إس بي إن 6. فاز في القتال بقرار القضاة بالإجماع.
حل برادي محل جاك ديلا مادالينا وواجه بطل يو إف سي لوزن الوسط السابق ليون إدواردز في 22 مارس 2025، في حدث يو إف سي ليلة القتال 255. بعد أن هيمن على غالبية النزال على الأرض، فاز بالنزال عن طريق إخضاع المقصلة في الجولة الرابعة. أكسبه هذا النزال مكافأة أداء الليلة مرة أخرى.

## البطولات والإنجازات
- يو إف سي
  - أداء الليلة (ثلاث مرات) ضد كريستيان أغيليرا، كيلفن غاستلوم وليون إدواردز[11][12][13]
- إم إم إيه جونكي
  - إخضاع شهر أغسطس 2020 ضد كريستيان أغيليرا[14]
- بطولة قفص الغضب للقتال
  - بطولة كيج فيوري إف سي لوزن الوسط (مرة واحدة)
    - دفاعان ناجحان عن اللقب

## سجل فنون القتال المختلطة
| السجل المهني |        |         |
| 19 نزال      | 18 فوز | 1 خسارة |
| ضربة قاضية   | 3      | 1       |
| إخضاع        | 6      | 0       |
| قرار القضاة  | 9      | 0       |

| النتيجة | السجل | الخصم                | الطريقة                              | الحدث                                      | التاريخ        | الجولة | الوقت | المكان                                     | الملاحظات                                    |
| ------- | ----- | -------------------- | ------------------------------------ | ------------------------------------------ | -------------- | ------ | ----- | ------------------------------------------ | -------------------------------------------- |
| فاز     | 18–1  | ليون إدواردز         | إخضاع (خنق المقصلة)                  | يو إف سي ليلة القتال: إدواردز ضد برادي     | 22 مارس 2025   | 4      | 1:39  | لندن، إنجلترا                              | أداء الليلة.                                 |
| فاز     | 17–1  | غيلبرت بورنس         | قرار القضاة (بالإجماع)               | يو إف سي ليلة القتال: بورنس ضد برادي       | 7 سبتمبر 2024  | 5      | 5:00  | لاس فيغاس، نيفادا، الولايات المتحدة        |                                              |
| فاز     | 16–1  | كيلفن غاستلوم        | إخضاع (كيمورا)                       | يو إف سي ليلة القتال: داريوش ضد تساروكيان  | 2 ديسمبر 2023  | 3      | 1:43  | أوستن، تكساس، الولايات المتحدة             | أداء الليلة.                                 |
| خسر     | 15–1  | بلال محمد            | ضربة فنية قاضية (باللكمات)           | يو إف سي 280                               | 22 أكتوبر 2022 | 2      | 4:47  | أبو ظبي، الإمارات العربية المتحدة          |                                              |
| فاز     | 15–0  | مايكل كييزا          | قرار القضاة (بالإجماع)               | يو إف سي ليلة القتال: فييرا ضد تيت         | 20 نوفمبر 2021 | 3      | 5:00  | لاس فيغاس، نيفادا، الولايات المتحدة        |                                              |
| فاز     | 14–0  | جيك ماثيوز           | إخضاع (خنق مثلث الذراع)              | يو إف سي 259                               | 6 مارس 2021    | 3      | 3:28  | لاس فيغاس، نيفادا، الولايات المتحدة        |                                              |
| فاز     | 13–0  | كريستيان أغيليرا     | إخضاع فني (خنق المقصلة)              | يو إف سي ليلة القتال: سميث ضد راكيتش       | 29 أغسطس 2020  | 2      | 1:47  | لاس فيغاس، نيفادا، الولايات المتحدة        | أداء الليلة.                                 |
| فاز     | 12–0  | إسماعيل نوردييف      | قرار القضاة (بالإجماع)               | يو إف سي ليلة القتال: بينافيدز ضد فيغيريدو | 29 فبراير 2020 | 3      | 5:00  | نورفولك، فيرجينيا، الولايات المتحدة        |                                              |
| فاز     | 11–0  | كورت ماكجي           | قرار القضاة (بالإجماع)               | يو إف سي على إي إس بي إن: رييس ضد ويدمان   | 18 أكتوبر 2019 | 3      | 5:00  | بوسطن، ماساتشوستس، الولايات المتحدة        |                                              |
| فاز     | 10–0  | تاج الدين عبد الحكيم | ضربة فنية قاضية (باللكمات)           | قفص الغضب 72                               | 16 فبراير 2019 | 4      | 3:36  | أتلانتيك سيتي، نيو جيرسي، الولايات المتحدة | دافع عن لقب بطولة قفص القتال لوزن الوسط.     |
| فاز     | 9–0   | جيلبرت أوربينا       | قرار القضاة (بالإجماع)               | إل إف إيه 49                               | 14 سبتمبر 2018 | 3      | 5:00  | أتلانتيك سيتي، نيو جيرسي، الولايات المتحدة |                                              |
| فاز     | 8–0   | كولتون سميث          | قرار القضاة (بالإجماع)               | قتالات شوغون: فلوريدا                      | 17 مارس 2018   | 3      | 5:00  | هوليوود، فلوريدا، الولايات المتحدة         |                                              |
| فاز     | 7–0   | مايك جونز            | إخضاع (خنق خلفي عاري)                | قفص الغضب 68                               | 21 أكتوبر 2017 | 2      | 1:31  | أتلانتيك سيتي، نيو جيرسي، الولايات المتحدة | دافع عن لقب بطولة قفص القتال لوزن الوسط.     |
| فاز     | 6–0   | تانر ساراسينو        | إخضاع (خنق المقصلة)                  | قفص الغضب 65                               | 20 مايو 2017   | 1      | 3:36  | فيلادلفيا، بنسيلفانيا، الولايات المتحدة    | فاز بلقب بطولة قفص القتال لوزن الوسط الشاغر. |
| فاز     | 5–0   | تشونسي فوكسورث       | ضربة قاضية (بالقبضة الخلفية الدوارة) | قفص الغضب 60                               | 6 أغسطس 2016   | 1      | 0:57  | أتلانتيك سيتي، نيو جيرسي، الولايات المتحدة |                                              |
| فاز     | 4–0   | روكي إدواردز         | قرار القضاة (بالإجماع)               | قفص الغضب 56                               | 27 فبراير 2016 | 3      | 5:00  | فيلادلفيا، بنسيلفانيا، الولايات المتحدة    |                                              |
| فاز     | 3–0   | آرون جيفري           | قرار القضاة (بالإجماع)               | قفص الغضب 53                               | 4 ديسمبر 2015  | 3      | 5:00  | فيلادلفيا، بنسيلفانيا، الولايات المتحدة    |                                              |
| فاز     | 2–0   | جيك جومبوكس          | قرار القضاة (بالإجماع)               | قفص الغضب 48                               | 9 مايو 2015    | 3      | 5:00  | أتلانتيك سيتي، نيو جيرسي، الولايات المتحدة | أول ظهور في وزن الوسط.                       |
| فاز     | 1–0   | بول ألمكويست         | ضربة فنية قاضية (باللكمات)           | قفص الغضب 38                               | 9 أغسطس 2014   | 1      | 0:33  | أتلانتيك سيتي، نيو جيرسي، الولايات المتحدة | أول ظهور في الوزن الخفيف.                    |

## وصلات خارجية
- شون برادي (مقاتل) على موقع يو إف سي (الإنجليزية)
- شون برادي (مقاتل) على موقع شيردوغ (الإنجليزية)
- شون برادي (مقاتل) على موقع Tapology.com (الإنجليزية)